# Tao
A tao (kínai: 道, pinjin: dào, jelentése: út) a taoizmus központi fogalma, a taoista filozófia és vallás elnevezésének gyökere.
A konfuciánusoknál a tao a tanítás és „az út, amit az embereknek követniük kell”.
Lao-cénél a tao az a forrás, amelyből minden jelenség származik, minden dolog teremtetlen teremtője, amely biztosítja a dolgok stabilitását és szabályosságát. Ha megnyilvánul, "tö" ("te")-ként  (= erő, erény) jelenik meg. Az erényes ember összhangban él a taót kifejező "tö"-vel, különösen a vu-vej  alkalmazása révén.
A Tao-tö-king a következő mondattal kezdődik:
A tao, amelyek szavakkal ki lehet fejezni, nem az örök tao.
A név, amelyet meg lehet nevezni, nem az örök név.
Az, aminek nincs neve, az ég és föld kezdete.
A világ taoista őselve olyan örökké nyugvó potencia, amely minden jelenségnek alapja. A tao az egyedüli állandóság, soha nem változik. Minden a tao körül forog:
Az ember a föld törvényeit követi, a föld az ég törvényeit követi, az ég a tao törvényeit követi, a tao pedig a természet törvényeit követi.
A taóból keletkezik minden. „Úgy tekinthetjük, mint a világ anyját”. A tao „tízezer lényt” teremt (egy jelképes, nagyon nagy szám), akiket az erejével táplál, a természetével átalakít és tevékenységével tökéletesít.
A tao nemcsak minden létező ősoka, hanem az egység forrása is, amelyben végül a létezés minden ellentmondása és különbsége feloldódik. Mivel a taóval való egyesülésben a lét valamennyi kérdése megoldást nyer, a cél nem más, mint az emberi magatartást a taóval összhangba hozni.
A tao hatékonysága a dolgok teremtésében, kibontakozásában és fenntartásában, az ember számára etikai, életviteli normát jelent. Ahhoz hogy az ember a tao hatásmódját utánozhassa, rendelkezésére áll a "tö"/"te"  (erő, erény).

## Kapcsolódó cikk
- Taoizmus
- Lao-ce